# Římskokatolická duchovní správa u kostela sv. Michala, Brno
Římskokatolická duchovní správa u kostela sv. Michala, Brno je územním společenstvím římských katolíků na území brněnského děkanství brněnské diecéze. Nachází se na území exemptní farnosti Brno-dóm.

## Historie duchovní správy
Dějiny kostela svatého Michala jsou od 13. století spojeny s dominikánským klášterem, v jehož zdech mimo jiné také zasedal moravský zemský sněm. Během obléhání Brna v roce 1645 švédskými vojsky byl kostel zničen. Nynější barokní podobu mu dal v druhé polovině 17. století (1658–1679) brněnský stavitel Jan Křtitel Erna. Činnost dominikánského řádu zde byla přerušena v roce 1785 při rušení klášterů Josefem II. Kostel byl pak spravován z Petrova. V roce 1808 byl při kostele zřízen kněžský seminář. Od roku 1905 do začátku komunistické totality zde působil řeholní řád redemptoristů.

## Duchovní správci
- Mgr. Petr Nešpor (2007–2011)
- Mgr. Roman Kubín (2011–2022)[3]
- Mgr. Pavel Kafka (od roku 2022)

Současným duchovním správcem (rektorem) je od 1. srpna 2022 R. D. Mgr. Pavel Kafka, generální vikář brněnské diecéze.

## Bohoslužby
| Kostel          | Místo      | Bohoslužba                  | Poznámka                                     |                   |
| --------------- | ---------- | --------------------------- | -------------------------------------------- | ----------------- |
| svatého Michala | Brno-střed | neděle úterý čtvrtek sobota | 10.30, 15.00 ("tridentská mše"), 18.30 20.00 | rektorátní kostel |

## Primice
V bývalém kněžském semináři u kostela sv. Michala absolvoval J. G. Mendel studia teologie. V kostele byl slavnostně vysvěcen na kněze a 15. srpna 1847 v něm sloužil svoji první mši – primici. 4. července 1998 měl v kostele primici novokněz Michal Martínek, 28. června 2003 novokněz Pavel Konzbul, od roku 2016 je brněnský pomocný biskup a od roku 2022 brněnský diecézní biskup.

## Aktivity duchovní správy
V kostele se pravidelně konají akce projektu Noc kostelů.
V kostele svatého Michala konají bohoslužby v neděli 10.30 a 18.30 hodin, ve 20.00 hodin v úterý, čtvrtek a sobotu (s nedělní platností).
Mše svaté latinsky (podle Missale Romanum 1962 – tzv. tradičního ritu) jsou v kostele v neděli v 15.00 hodin.
Kostel dnes využívají k setkávání dominikánští terciáři Archivováno 26. 10. 2020 na Wayback Machine. – členové laického sdružení sv. Dominika. Svatomichalská gregoriánská schola má kostel domovským kostelem. Členové laického katolického hnutí Komunita Sant‘Egidio se setkávají v našem kostele k naslouchání Božímu slovu a společné modlitbě a také ke službě těm nejchudším.
Okolo sv. Valentina „svátku všech zamilovaných“ slavíme každoročně Valentinskou pouť.
Adorační den připadá na 23. července.